# Svartstrupig vaktel
Svartstrupig vaktel (Colinus nigrogularis) är en fågel i familjen tofsvaktlar inom ordningen hönsfåglar.

## Utbredning och systematik
Svartstrupig vaktel delas in i fyra underarter med följande utbredning:
- C. n. persiccus – sydöstra Mexiko i Progreso-området på Yucatánhalvön
- C. n. caboti – sydöstra Mexiko i norra Campeche, Yucatán och norra Quintana Roo
- C. n. nigrogularis – Belize och angränsande norra Guatemala
- C. n. segoviensis – östra Honduras och nordöstra Nicaragua

## Status
Arten har ett stort utbredningsområde och beståndet anses stabilt. Internationella naturvårdsunionen IUCN listar den därför som livskraftig (LC).